# Kako (1925)
Kako (jap. 加古重巡洋艦 Kako jūjun'yōkan) – japoński ciężki krążownik typu Furutaka z okresu  II wojny światowej. Wraz z bliźniaczą jednostką „Furutaka” należał do pierwszych ciężkich krążowników japońskich zbudowanych po ratyfikacji traktatu waszyngtońskiego w 1922. Okręt nazwano od rzeki Kako (dł. 96 km) w prefekturze Hyōgo.

## Historia
Budowę okrętu zatwierdzono w marcu 1922, a położenie stępki miało miejsce 17 listopada 1922 w stoczni Kawasaki Shipyards w Kobe. Jednostka weszła do służby 20 lipca 1926. W latach 1929–1930 okręt poddano znacznej modernizacji, która objęła m.in. maszynownię. W lipcu 1936 okręt poddano kolejnej modernizacji, zakończonej w grudniu 1937, w wyniku której zamiast 6 wież wyposażonych w działa kaliber 200 mm okręt otrzymał 3 wieże dwudziałowe, wyposażone w działa kaliber 203 mm.
W czasie, gdy przeprowadzany był atak na Pearl Harbor, „Kako” wraz z grupą okrętów wspierał inwazję na Guam, a następnie 23 grudnia 1941 wspomagał atak na wyspę Wake. Okręt osłaniał desanty na Wyspy Salomona i Nową Gwineę. Brał udział w bitwie na Morzu Koralowym w maju 1942.
9 sierpnia wziął udział w bitwie koło wyspy Savo, gdzie uszkodził amerykański krążownik USS „Astoria” i USS „Vincennes”, a także wziął udział w zatopieniu USS „Quincy” i HMAS „Canberra”. „Kako” nie odniósł uszkodzeń podczas bitwy, jednak 10 sierpnia został namierzony przez amerykański okręt podwodny S-44, który wystrzelił w jego kierunku z małej odległości 4 torpedy, z których 3 trafiły w cel. Okręt zatonął w ciągu 35 minut, z załogi zginęły 34 osoby.